# SoftBank 930SH
SoftBank 930SH（ソフトバンク きゅうさんまるエスエイチ）は、シャープが開発した、ソフトバンクモバイルが販売するW-CDMA通信方式の携帯電話端末である。

## 特徴
カメラ機能に注力したソフトバンクモバイルのシャープ端末。手ブレ補正対応、オートフォーカス付き800万画素カメラを搭載する。そして、撮影素子は912SH以来となるCCDが採用され、CMOSよりも、暗所や動きの速い被写体が綺麗に撮れる。 画像エンジンには、シャープが独自開発したProPixを初めて搭載。これ以後の全てのシャープのCCDカメラ付き携帯電話に、このProPixが搭載されている。
メインディスプレイには3インチ、フルワイドVGAのNewモバイルASV液晶を搭載。高輝度バックライト・6色カラーフィルタ・リフレクトバリアコートを採用し、約1677万色の表示性能を持つ。
高画質カメラとワンセグチューナ、大型メインディスプレイを搭載しながらも、幅寸法は48mmに抑えられ、手に収まりやすくコンパクトさを追求した本体サイズを実現。なお、本体ヒンジには2軸折りたたみ（シャープではSwivel Styleと称する）ではなく一般的な折りたたみ式を採用、ワンセグ付きではあるもののAQUOSケータイとは名乗っていない。

## 主な機能・サービス
- ミュージックプレイヤー
- Bluetooth
- 赤外線通信
- フィーリングメール
- カスタムスクリーン
- バイリンガル
- QRコード読み取り・作成
- ドキュメントビューア（Microsoft Word (.doc)・Microsoft Excel (.xls)・Microsoft PowerPoint (.ppt)・PDFデータ (.pdf) のみ）

| 主な対応サービス                      | 主な対応サービス                                                            | 主な対応サービス                      |
| ------------------------------------- | --------------------------------------------------------------------------- | ------------------------------------- |
| S!一斉トーク                          | S!ともだち状況                                                              | Yahoo!mocoa                           |
| S!ループ                              | S!タウン                                                                    | S!速報ニュース （おためしコンテンツ） |
| S!情報チャンネル （3Gお天気アイコン） | S!FeliCa (Faver 2.0)                                                        | PCサイトブラウザ （RSS)               |
| 電子コミック （ワイド画面コミック）   | S!アプリ （メガアプリ、 モーションコントロールセンサー、 ワイド画面アプリ） | 着うたフル／着うた                    |
| デコレメール （マイ絵文字）           | S!電話帳バックアップ                                                        | PCメール                              |
| コンテンツおすすめメール              | TVコール                                                                    | 世界対応ケータイ (W-CDMA+GSM)         |
| S!GPSナビ                             | デルモジ表示 （アニメビュー）                                               | ワンセグ                              |
| 3Gハイスピード                        | S!おなじみ操作                                                              | ダブルナンバー                        |
| 着デコ                                | きせかえアレンジ （カスタムスクリーン）                                     | S!ミュージックコネクト                |
| 安心遠隔ロック                        |                                                                             |                                       |

## 歴史
- 2008年10月30日 - ソフトバンクモバイルより公式発表。
- 2008年11月21日 - 発売